# Pseudipochira
Pseudipochira är ett släkte av skalbaggar. Pseudipochira ingår i familjen långhorningar.
Kladogram enligt Catalogue of Life:
| Pseudipochira | \| \| Pseudipochira albertisi \| \| \| \| \| \| Pseudipochira hiekei \| \| \| \| \| \| Pseudipochira keyensis \| \| \| \| |
|               | \| \| Pseudipochira albertisi \| \| \| \| \| \| Pseudipochira hiekei \| \| \| \| \| \| Pseudipochira keyensis \| \| \| \| |
|               | Pseudipochira albertisi                                                                                                   |
|               | |
|               | Pseudipochira hiekei |
|               | |
|               | Pseudipochira keyensis |
|               | |